# Montañas de Prades

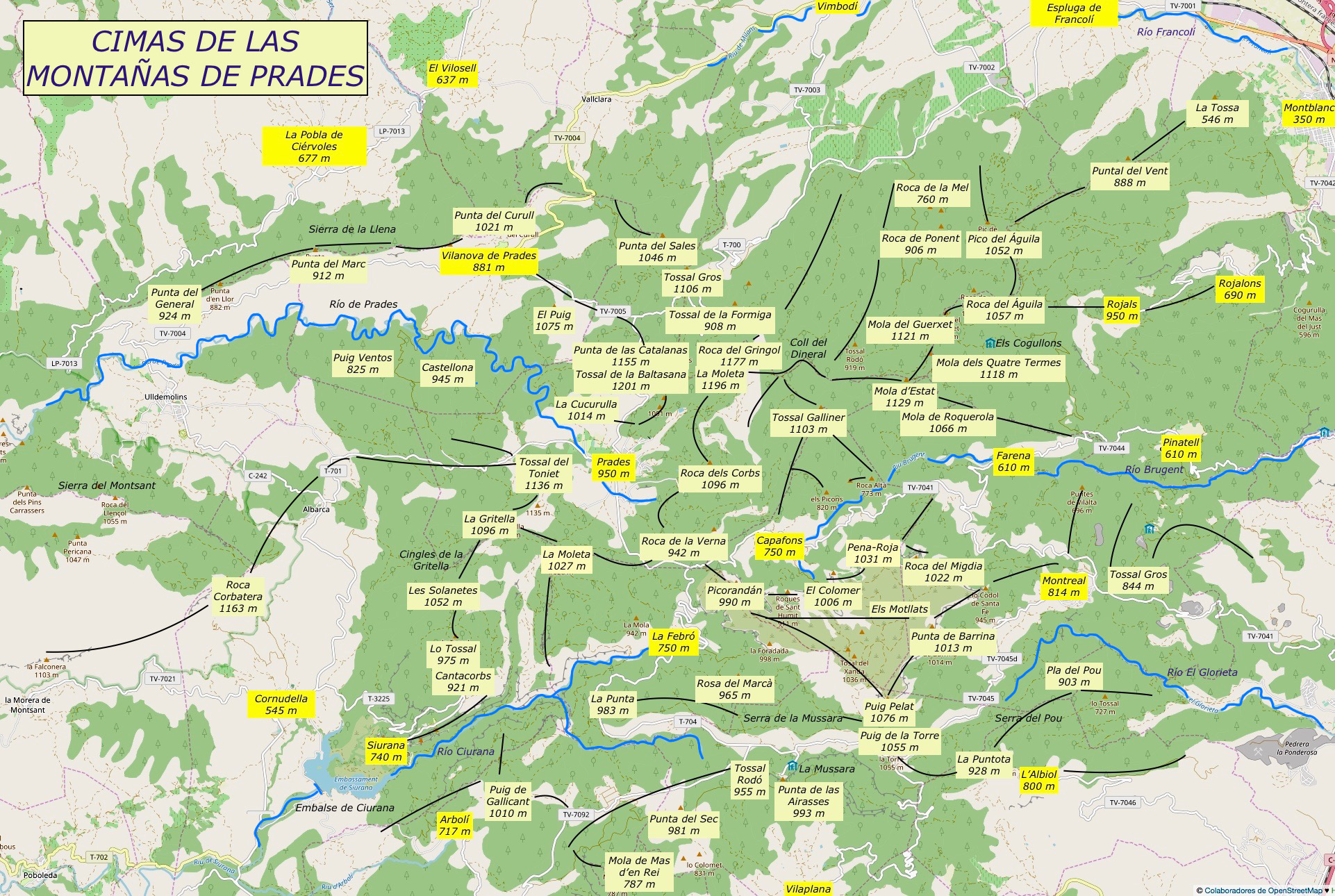
Cimas y crestas de las montañas de Prades

Las Montañas de Prades (en catalán, Muntanyes de Prades) son un conjunto montañoso formado por varias sierras que se distribuyen entre las comarcas de Alt Camp, Baix Camp, Conc de Barberà y el Priorato en Cataluña (España). Forman parte de la unidad morfoestructural de la Cordillera Prelitoral Catalana.
Las montañas ocupan una extensión de 30 726,39 ha (307,26 km²), y alcanzan su cota máxima en el Tossal de la Baltasana con 1202,7 m (Baix Camp). Otros picos destacados son la Mola dels Quatre Termes (1120 m) y el Tossal Ras (1087 m). Las montañas conforman dos sierras paralelas principales que discurren en dirección noreste-suroeste, con un pequeño corte en forma de meseta donde se asienta Prades. Esta meseta separa los cauces de los ríos Brugent (tributario del Francolí) y Siurana.

## Municipios

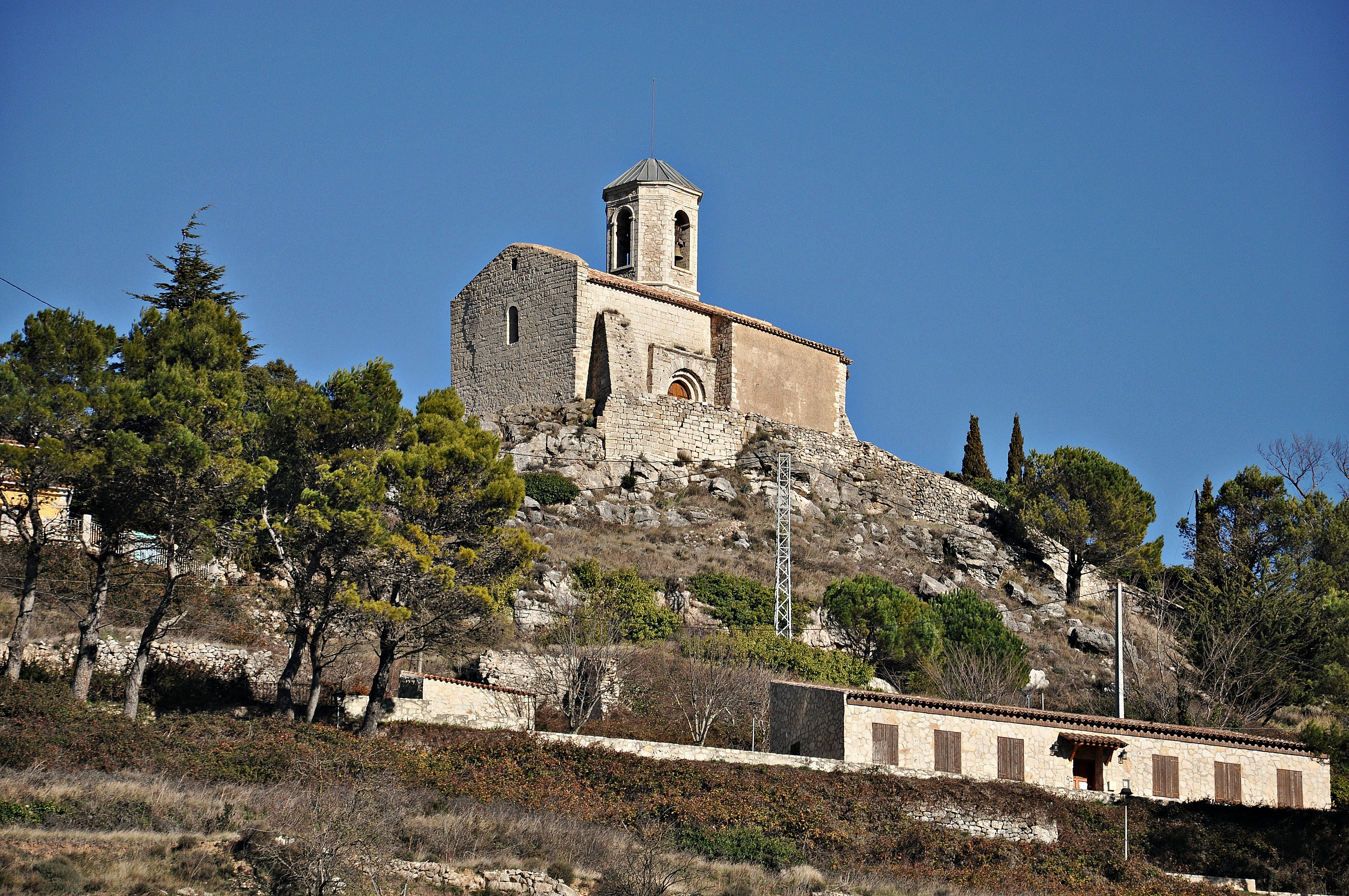
Iglesia de San Pedro, de Montreal

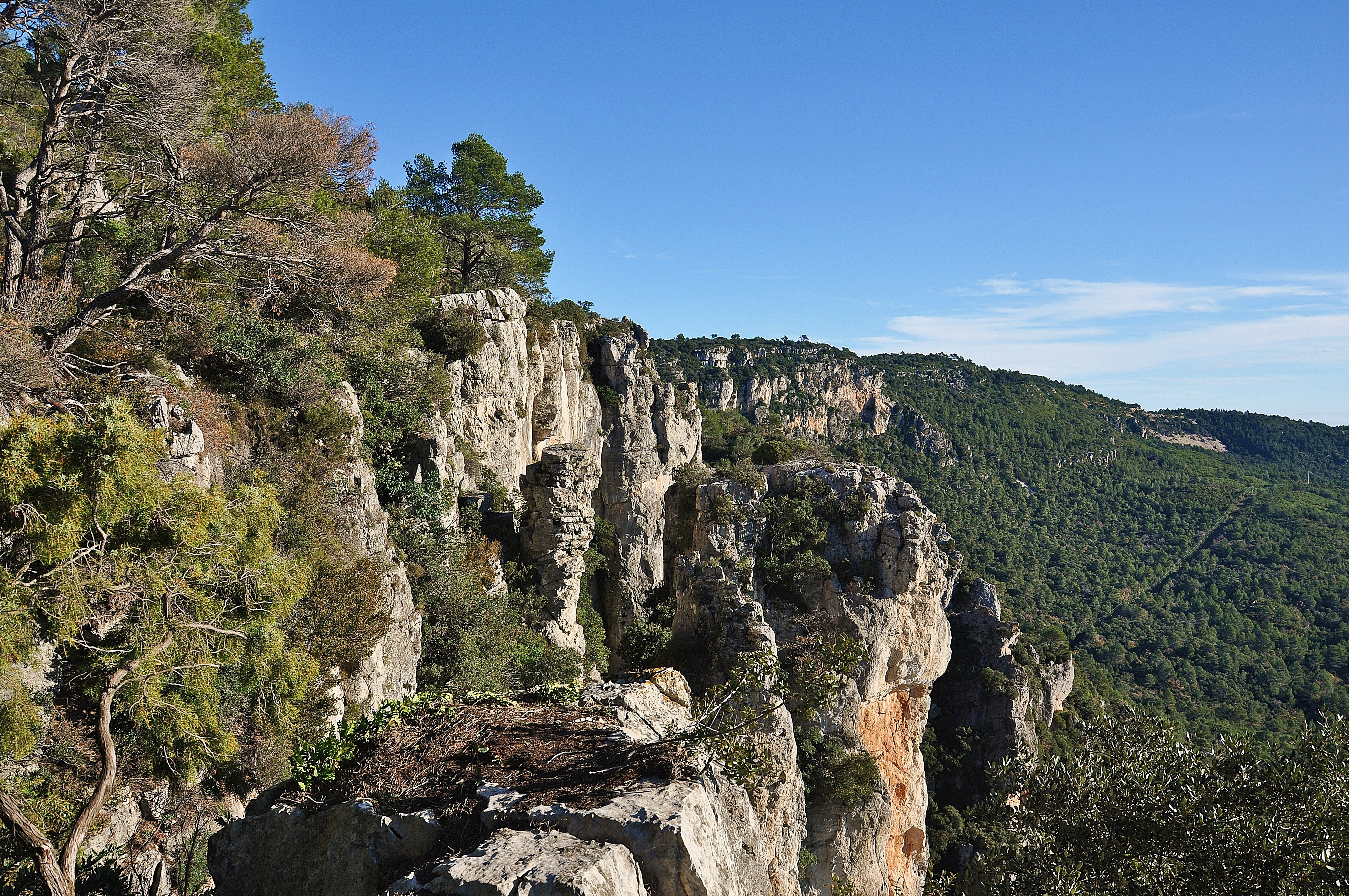
Cingles o escarpes de Mont-ral

Se extiende por los municipios de:

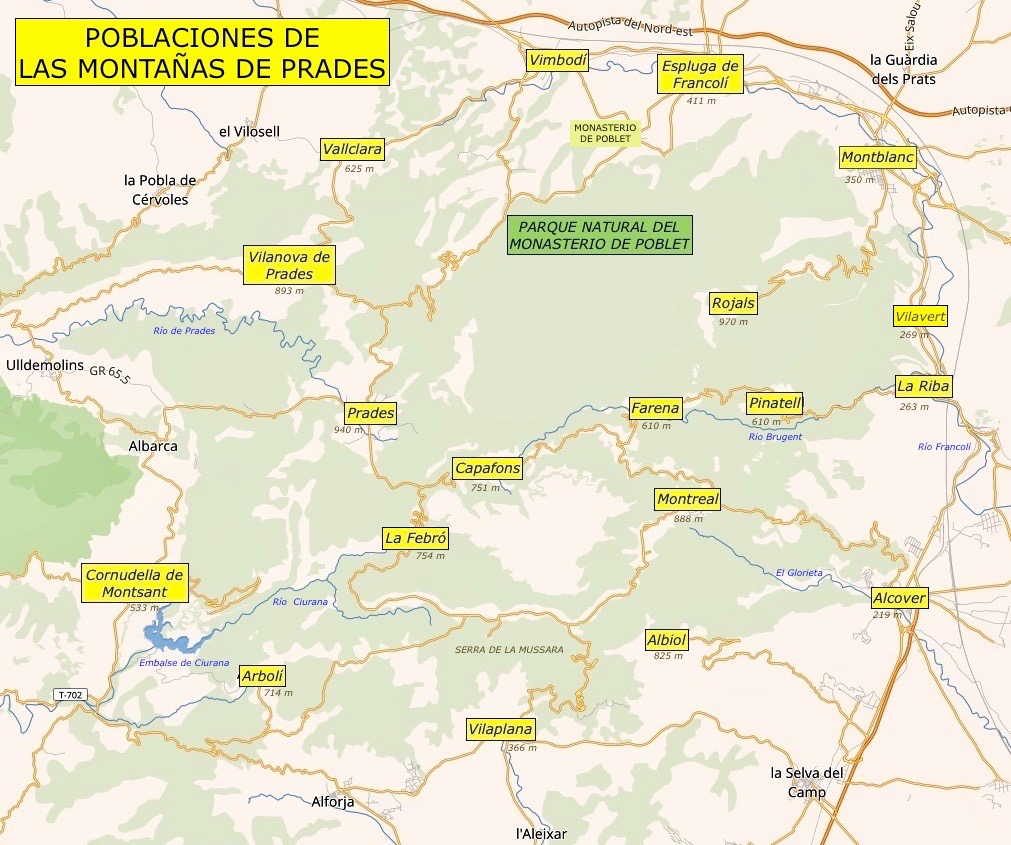
Localidades de las montañas de Prades

- Albiol, 464 hab. a 825 m, al este de la sierra. Desde aquí sale el GR-65-5 que sube al Puig de la Torre, de 1055 m, al oeste. Hacia el este sale la carretera TV-7046 que desciende en 12 km hasta la C-14 en la Selva del Camp a 246 m.
- Alcover, 5108 hab. a 219 m, al este de la sierra y al pie de las montañas. Desde aquí sale la TV-7041 que sube hasta Montreal y lleva en 26 km hasta el collado de Capafons, desde donde desciende como T-704 hasta Prades.
- Arbolí, 116 hab. a 714 m, al sudoeste de la sierra, muy cerca del Puig de Gallicant, de 1009 m. Por aquí pasa el GR-7 que va de Andorra al estrecho de Gibraltar. Desde aquí sale la carretera TV-7012 que en el collado de Alforja empalma con la C-242 que va de Alforja a Poboleda.
- Capafons, 96 hab. a 751 m, en el interior de la sierra, rodeado de cimas de 1000 m y con 53 fuentes donde nace el río Brugent, que desemboca en La Riba, en el río Francolí, a 263 m.[1]

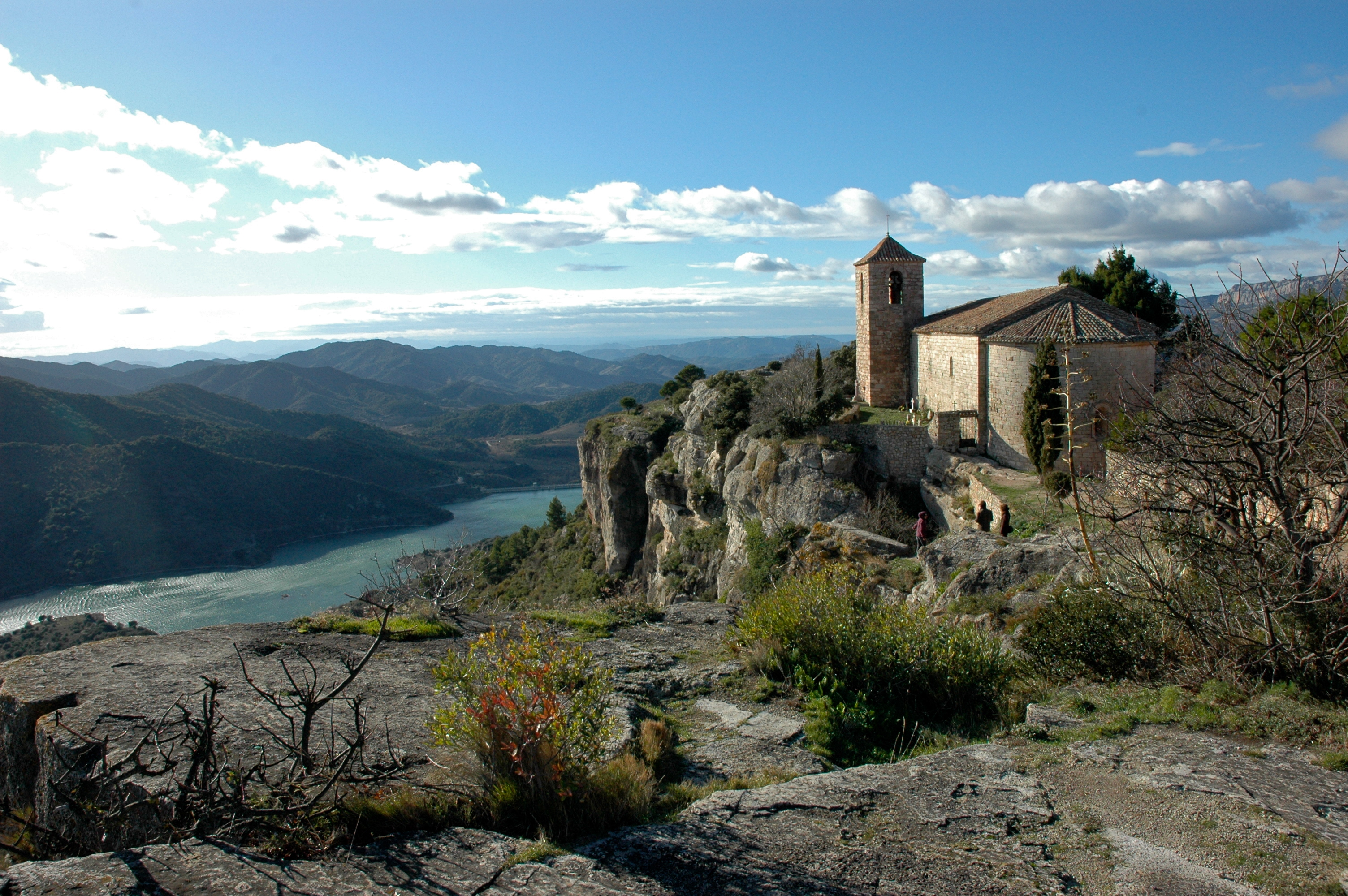
Iglesia de Siurana de Prades, pedanía de Cornudella de Montsant, por encima del embalse de Ciurana.

- Cornudella de Montsant, 964 hab. a 533 m, al sudoeste, en el valle que separa las montañas de Prades del Montsant, rodeada de barrancos y en la cola del embalse de Ciurana. Por aquí pasa el GR-174. Al este de los escarpes de San Juan o Cingles de Sant Joan, que pertenecen al Montsant y culminan a 1163 m en la Roca Corbatera, con un desnivel de más de 300 m. Al este, se encuentra la pedanía de Ciurana de Prades, de 34 hab. y situada sobre un formidable escarpe a 757 m, casi 300 m por encima del embalse de Ciurana, con su castillo, su iglesia de Santa María y el refugio Ciriac Bonet.[2]
  - Ciurana, 34 hab.
  - Albarca, 3 hab. a 815 m, al norte de Cornudella, bajo Ulldemolins y la sierra de la Llena.
- Espluga de Francolí, 3742 hab., a 411 m, al noroeste de Montblanch, en el extremo norte de la sierra, en el valle del río Frncolí, a 2 km al norte del monasterio de Poblet y del Parque natural de Poblet. Tiene diversos lugares interesantes: la cueva de la Font Major, el Museo de la Vida Rural, la Destilería Balanyà y el Celler Cooperatiu. Por aquí pasa el GR-171, en el tramo entre Vimbodí, Poblet y Montblanch y el GR-175 de la Ruta del Císter.
- Febró, 42 hab. a 754 m, en el barranco de la Foradada, que vierte al río Ciurana, al oeste del Picorandan, de 990 m, en el km 30 de la T-704, entre Vilaplana y el collado de Capafons (915 m), que se halla a 3,5 km a 915 m de altitud. A 3 km del collado se encuentra Prades.

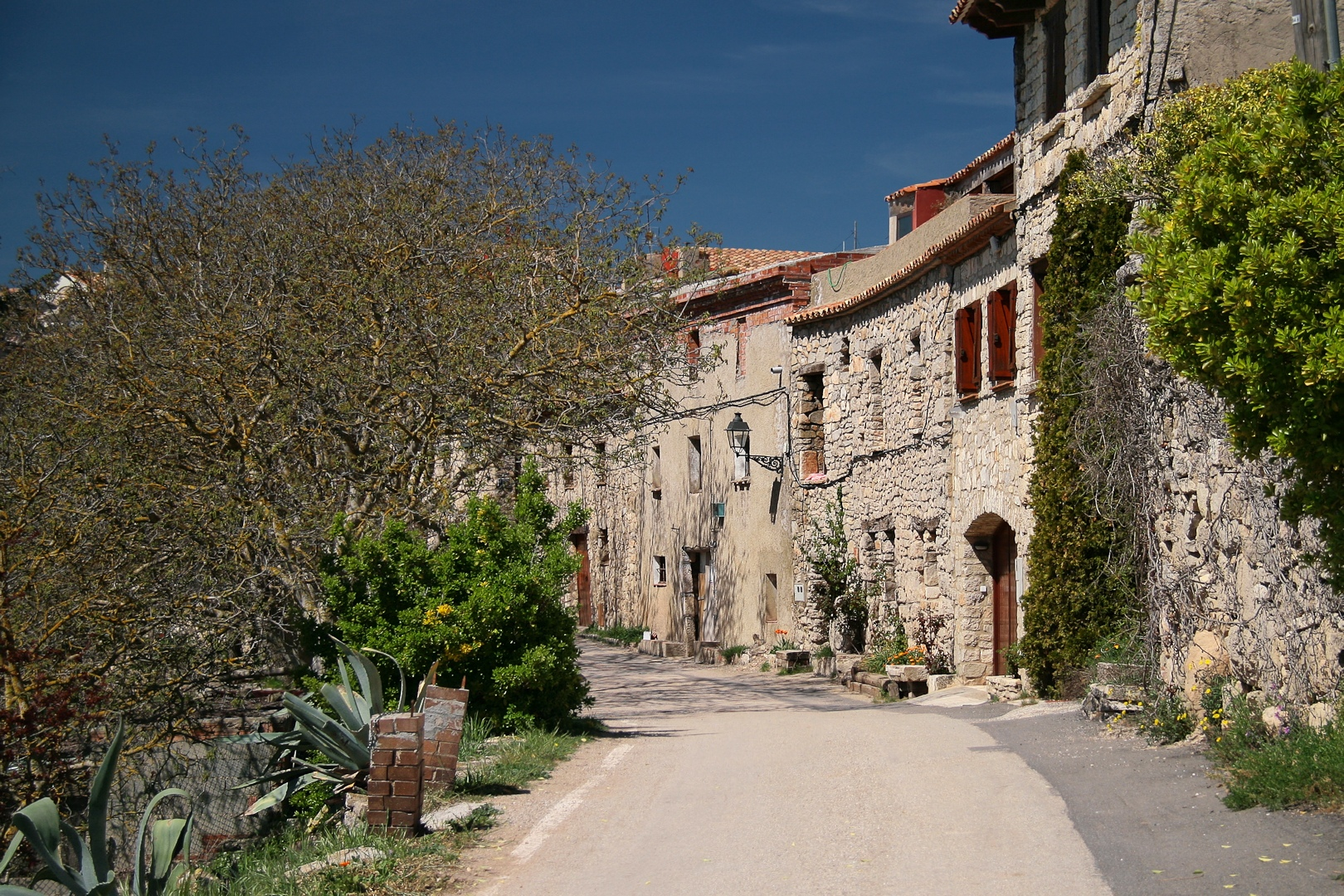
Rojals, pedanía de Montblanch.

- Montblanch, 7384 hab. a 350 m, al nordeste de las montañas de Prades y de Poblet. Por aquí pasa el sendero de largo recorrido de 276 km GR-171, entre el Santuario de Pinós y el Refugio de Caro en el Parque natural dels Ports. Este camino se junta con el GR-175 durante un tramo entre Espluga de Francolí y el monasterio de Poblet y tiene una variante en la zona, la GR-171-4, entre Poblet y el Refugio de Cogullons.
  - La Guàrdia dels Prats, 151 hab.
  - Lilla, 78 hab. Al sudeste de Montblanch.
  - Pinatell, 6 hab, a 807 m, al sur de Montblanch, en el km 10 de la TV-7044 que va de La Riba a Farena por el río Brugent.
  - Prenafeta, 24 hab, a 470 m, a 5 km de Montblanch.
  - Rojals, 28 hab a 970 m, al sudoeste de Montblanch en las montañas. De aquí sale la TV-7042 que desciende en 12 km hasta Montblanch. También pasa por esta pedanía el GR-171.

- Mont-ral,[3] 167 hab. a 888 m, en el interior hacia el este de las montañas, al este de una loma que forma parte de la cresta que separa las aguas del río Brugent del río de Glorieta, en el km 12 de la TV-7041 entre Alcover y Capafons. En la cresta, la iglesia románica de San Pedro. Aquí se inicia la TV-7045 que sube por el valle del río de Glorieta, hacia el sudoeste, y pasa por las pedanías de El Bosquet y Alxaviga hasta el Coll, a 958 m, bajo el Puig de la Torre, en la serra de la Mussara. Por este valle pasa el GR-7. Al norte, a unos 7 km, parte de los cuales por pista, se encuentra la pedanía de Farena, al otro lado del río Brugent. Al nordeste, solo accesible por pistas, cerca del río Brugent, se encuentra la pedanía de Cabrera, por debajo de las canteras que rodean el Tossal Gros, de 845 m, y a unos 6 km al noroeste se encuentra la Cadeneta. En la zona de Farena se había extraído plata, cobre y barita, pero en la actualidad, en el término, solo hay pedreras de las que sale una piedra calcárea llamada piedra de Alcover.
  - L'Aixàviga, 14 hab. en 2005. Bajo la sierra del Pou, donde se unen los ríos Sec y de la Font Fresca, afluentes del Glorieta. Tiene una sola calle, con casas de piedra en buen estado, una de ellas, medieval, con portal adovelado y ventanales, fue residencia de verano de los condes de Prades.[4]
  - El Bosquet, 24 hab. en 2005. Se halla junto a la pared rocosa de los Motllats y está formado por una docena de casas rurales.[5]
  - La Cabrera, 6 hab. A la derecha del valle del río Brugent, de forma diseminada, hasta el escarpe que domina el río, donde el Mas de la Plana.
  - La Cadeneta, 12 hab. En el km 17 de la TV-7041, casas dispersas junto al desvío que une Mont-ral con Capafons por el camino de Cadeneta.
  - Farena, 41 hab. En un promontorio al otro lado del río Brugent, desde donde se puede acceder desde La Riba por la TV-7044 o desde Mont-ral por el camí de la Cadeneta. Las casas están rehabilitadas y mantienen la forma de ciudad cerrada, presidida por la iglesia de Sant Andreu, de origen románico, aunque decorada por el pintor de Alcover Anton Català en 1946.
- Pobla de Ciérvoles, 191 hab., 663 m. Al norte de la Sierra de la Llena.
- Prades, 589 hab., a 940 m, en el interior de la sierra, al sudoeste del Tossal de la Baltasana, de 1200 m, en una altiplanicie rodeado de cimas como la Cucurulla, de 1034 m, al norte; el Tossal del Toniet, de 1036 m, al oeste; la Moleta, de 1027 m, al sudoeste; la Roca dels Corbs, de 1095 m, al este. Por aquí pasa el GR-171. Está a 14 km de Capafons por la T-704, al sudeste.
- La Riba, 576 hab. a 263 m, en la desembocadura del río Brugent en el río Francolí, a los pies de la sierra, al este. De aquí sale la TV-7044 que sigue el río Brugent hasta Farena, a 612 m, pasando por Pinatell. Desde Farena, una pista de poco más de 3 km lleva al km 16,5 de la TV-7041 que une Montreal y Capafons.
  - Las Hortasses, pedanía de 24 hab. a muy poca distancia al oeste de La Riba.
- Vallclara, 98 hab. a 625 m, en el noroeste de la sierra, al paso de la TV-7004 entre Vimbodí y Ulldemolins, a 5 km al norte de Vilanova de Prades. Por el pueblo pasa el río de Milans, que va hacia el este. Hacia el sur, se encuentra la prolongación hacia el norte del Tossal de la Baltasana y la carretera pasa a 800 m entre las cima de Punta de Sales, de 1046 m y Punta del Curull, de 1021 m, para descender a Vilanova de Prades. Esta cadena se prolonga hacia el oeste hasta la Penya Alta, de 1015 m, y luego sigue en línea recta por la sierra de la Llena, hasta el macizo del Montsant.

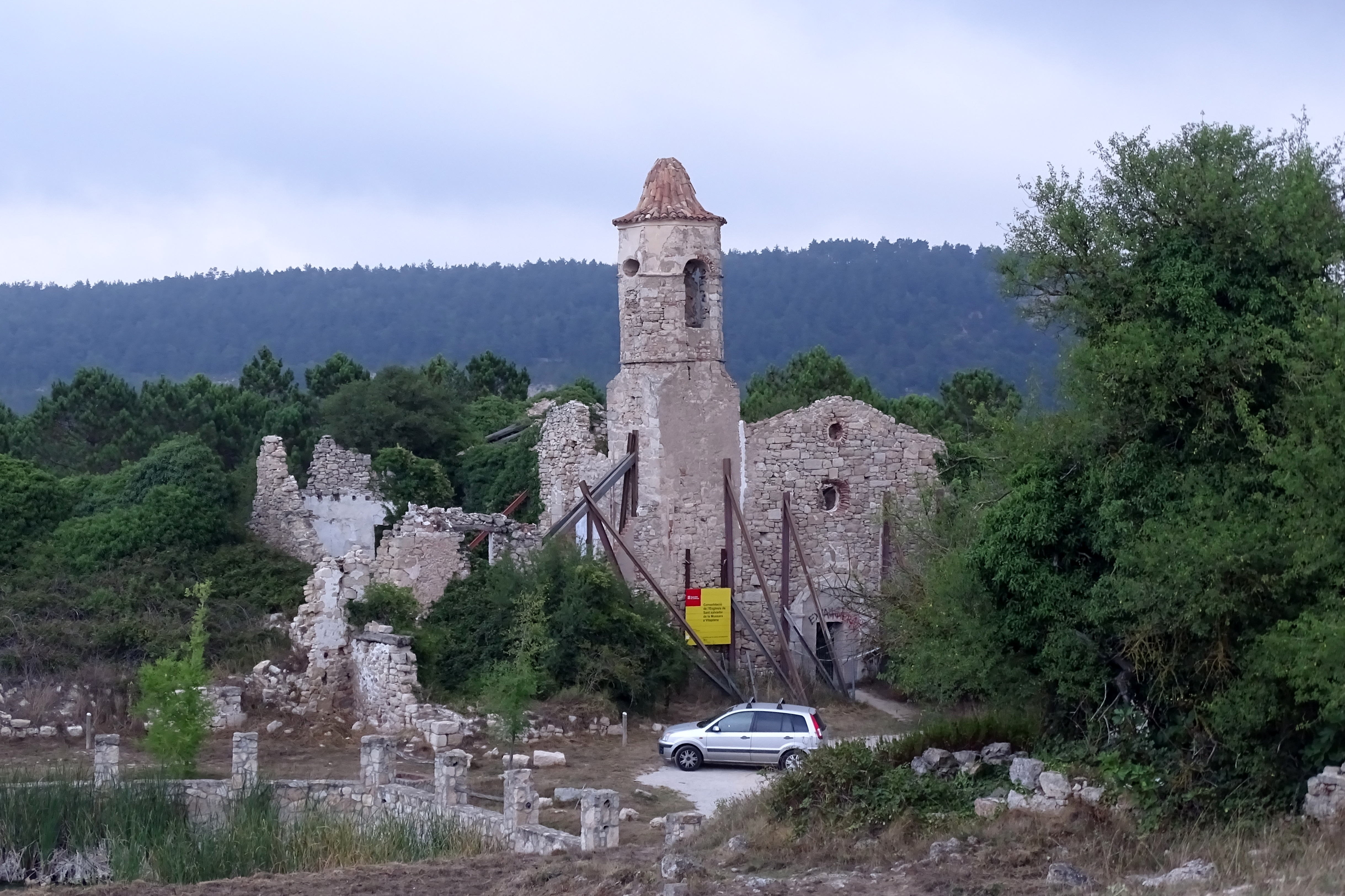
La Mussara, en el término de Vilaplana

- Vilaplana, 579 hab, a 366 m, al sur de la sierra de la Mussara y las montañas de Prades. Por aquí pasa la T-704 que asciende en 11 km hasta el Coll, a 958 m, bajo el Puig de la Torre, de 1055 m.
  - La Mussara es una pedanía de Vilaplana, a 990 m de altitud, por encima del escarpe de los Airasses, desde donde hay una gran vista, que en días claros llega hasta las Baleares. Detrás tiene la sierra de la Mussara, que se alza unos 100 m por encima y lo separa dels Motllats. En el pueblo hay ocho edificios en ruinas, y solo se conservan la iglesia de San Salvador y la casa de Cal Cassoles. Se sube desde Vilaplana por la T-704, que salva un desnivel de 500 m.[6][7]
- Vilanova de Prades, 117 hab., a 893 m, en el cruce entre la TV-7004, entre Vimbodí y Ulldemolins, y la TV 7005, que viene de Prades, a 8 km, de donde sale como T-700. El pueblo está bajo la Penya Alta, de 1015 m y la Punta del Curull, de 1021 m, en un altiplano que es divisoria de aguas entre el río Milans, afluente del río Francolí, al este, y el río Ciurana, por el oeste.
- Vilavert, 456 hab, a 269 m, entre Montblanch y La Riba, en el km 30 de la C-14, junto al río Francolí, al este dem la sierra.
- El Vilosell, 168 hab, 663 m, al norte de la Sierra de la Llena.
- Vimbodí i Poblet, 917 hab., a 496 m, al oeste de Espluga de Francolí, al norte de la sierra. Por aquí pasa el GR-171.

## Orografía y vegetación
La sierra de Prades pertenece a la Cordillera Prelitoral, con influencia marítima por el sudoeste, y con influencia por el nordeste de la Depresión central catalana. La cordillera y la depresión están separadas por la falla de Poblet que va de nordeste a sudoeste. El conjunto está formado por un zócalo herciniano formado durante el paleozoico¡, a base de pizarras grises y negras, areniscas cuarcífera, horizontes de sulfatos, como la baritina, y conglomerados. Este conjunto está atravesado por importantes intrusiones de materiales graníticos y dioríticos acompañados de aureolas metamórficas de pequeñas dimensiones. Los materiales triásicos se sitúan por encima y forman parte de la cobertura alpina, del mesozoico, que cubre casi toda la sierra y está formado por conglomerados y areniscas rojas, calizas dolomíticas, arcillas rojas con yeso, dolomías estratificadas y margas calcáreas. La piedra arenisca roja se usó mucho para la construcción en Prades, de ahí que se conozca también como la ciudad roja o Vila Vermella.

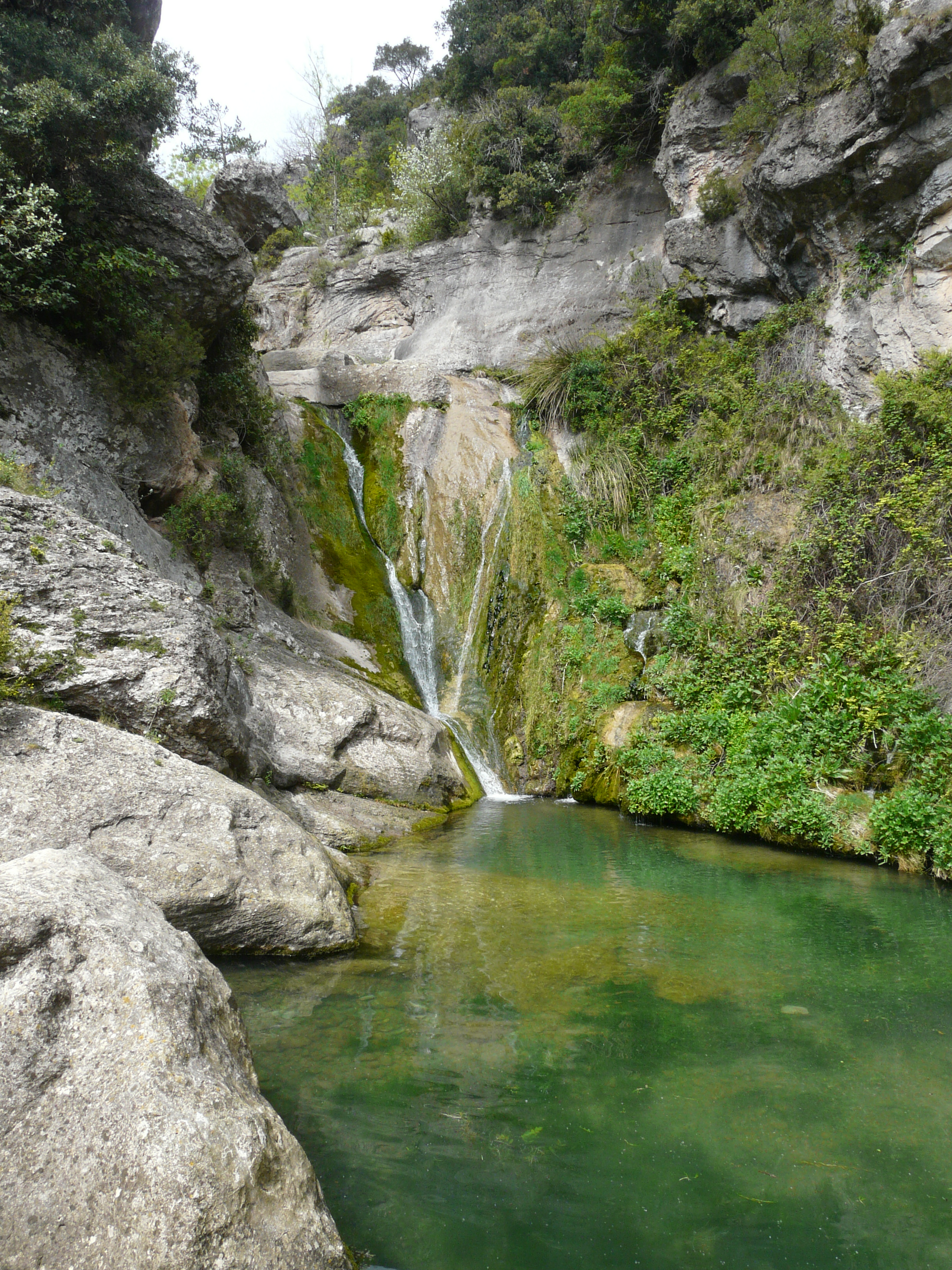
Fuentes del río Glorieta

### El valle del Glorieta
El valle del Glorieta que transcurre entre Alcover, a 270 m, y los barrancos que hay al sudeste de los Motllats, con los escarpes del Solans, las numerosas fuentes (Grèvols, Fresca, Jaumetó), los bosques de robles y la sierra de Vicent, tiene una roca diversidad geológica que presenta la sucesión de materiales y colores típicos de las montañas de Prades, sobre una base de pizarras paleozóicas y granito, descansan los tres pisos del periodo Triásico: areniscas y conglomerados rojos, calizas y margas procedentes de la época en que la región estaba hundida en el mar de Tetis. En el museo de Alcover se encuentran fósiles de la época.
El río adquiere un caudal permanente en las fuentes del Glorieta, por debajo de los acantilados de Glorieta y de Mont-ral, a 660 m de altitud. Desde aquí desciende hasta la Central de Glorieta, a 470 m, donde hay un mirador en el Pla de la Bassa de la Central, sobre un escarpe. Desde aquí se puede ver el bosque de ribera, el encinar y la pineda secundaria, formada sobre todo por pino blanco. Debido a los escarpes y acantilados, es lugar propicio para el águila perdicera. Se está luchando para erradicar el cangrejo rojo americano y se han visto visones americanos por la zona.

### Las montañas

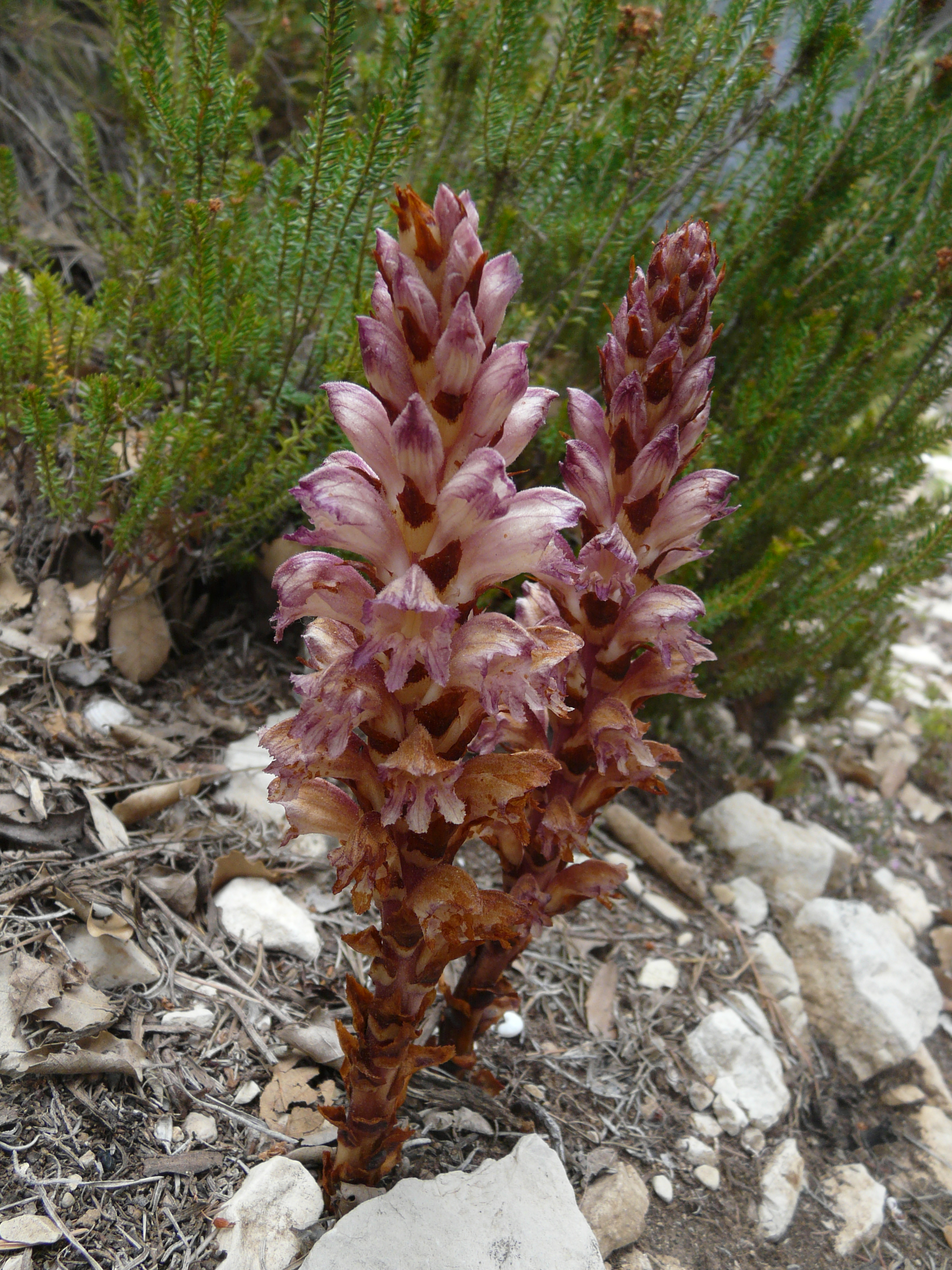
Orquídea cerca del río Glorieta en Mont-ral

Las cimas más altas y los accidentes geográficos más importante son:

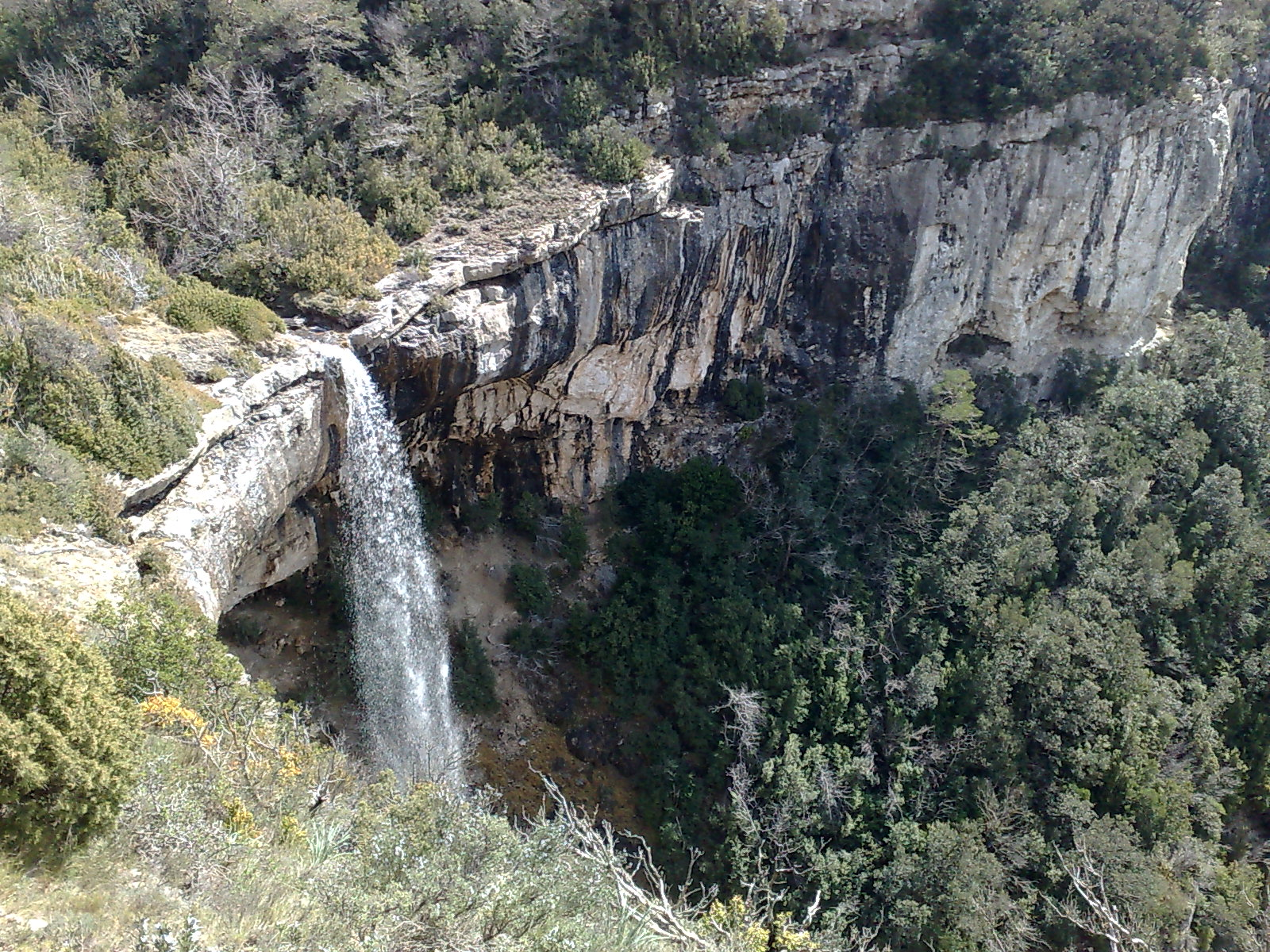
Cascada de la Pixera, al oeste de la altiplanicie del Motllats, en el barranco de la Pixera, por debajo del cual se encuentra la fuente de la Llódriga, donde nace el río Brugent, en el término de Capafons.

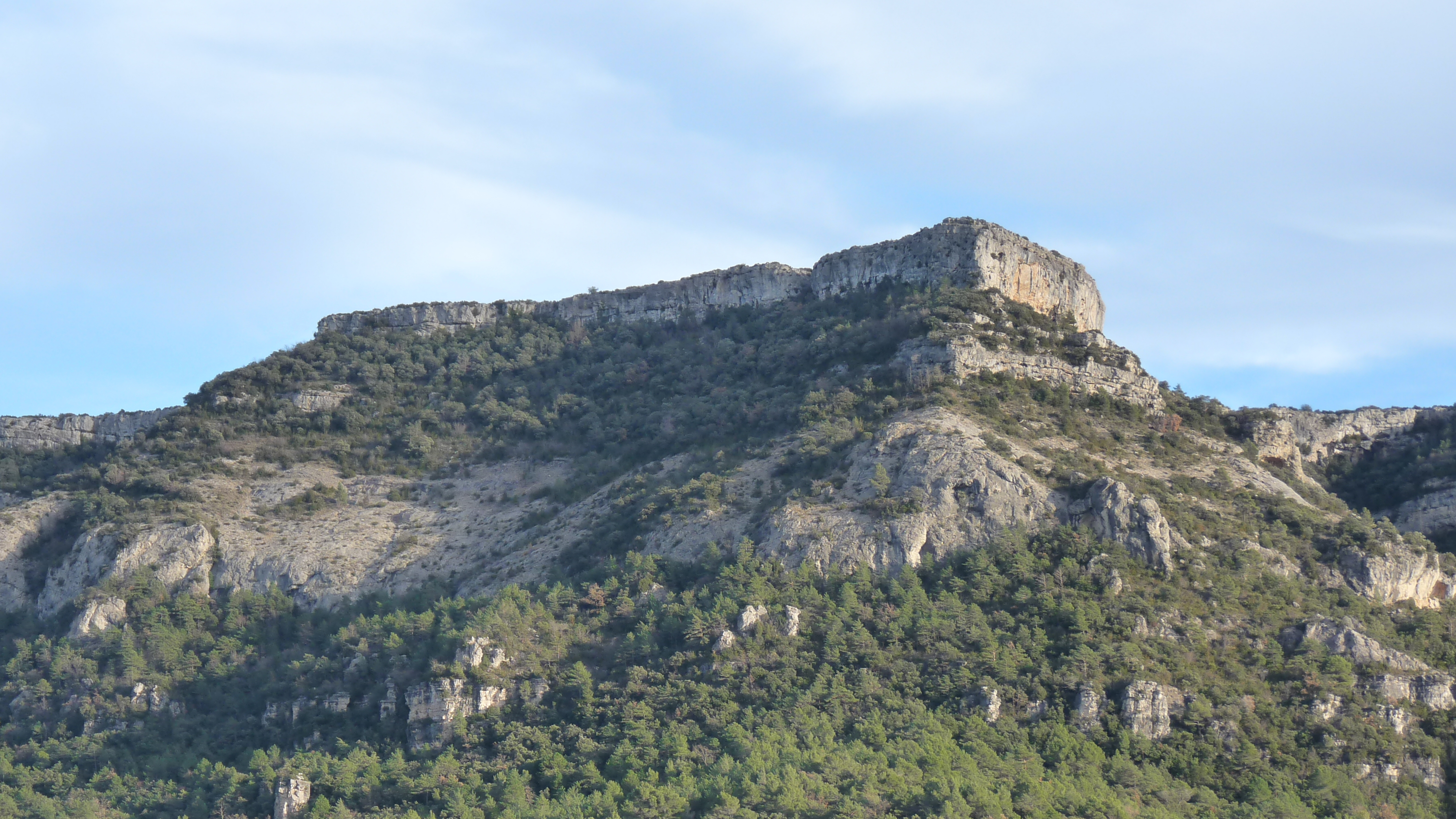
La altiplanicie de els Motllats vista desde Capafons, con la Pena-Roja (1031 m) por encima de los cingles del Fortet.

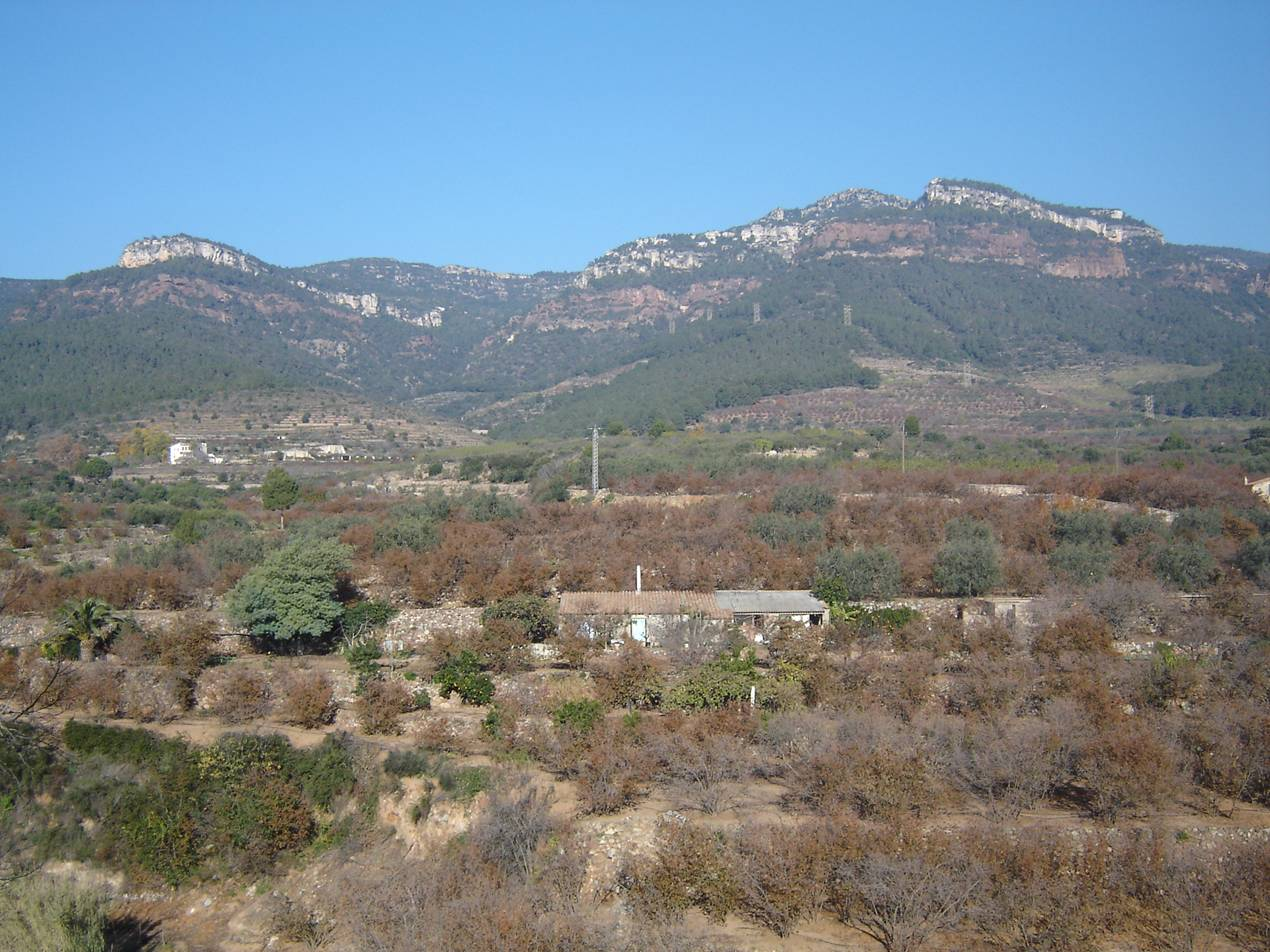
La Serra de la Mussara vista desde Vilaplana

- Los Motllats (literalmente 'fardo redondo'), es una altiplanicie de unos 5 km² en el centro de las montañas de Prades, entre los valles del río Brugent y el río de Glorieta, y entre las comarcas del Bajo Campo y el Alto Campo, muy llana, justo por encima de los 1000 m de altitud, rodeada de escarpes en los que la erosión ha formado cuevas, simas y barrancos. Está rodeada por las cimas de Pena-roja (1031 m) y la Roca del Migdia (1021 m), al norte; El Colomer (1006 m), al sudoeste, y la Punta del Moliner y la de Barrina, (1014 m) al sur. Al este se alarga en forma de cuña rodeada de escarpes (la Barrina al norte y los Cinglets al sur, con precipicios de 100 m y varias cuevas) y tras la Roca de la Foradada (982 m) se prolonga en la Serra del Avenc, que desciende hasta el pueblo de Montreal, a 820 m. En el centro de Els Motllats se encuentra la Plana del Llaurador, de 1025 m de altura media. Al oeste de los Motllats, una serie de tozales o muelas (Tossal del Tomás, 1012 m, Tossal del Xanda, 1034 m) se abren a los barrancos de la Pixera y la Llódriga, donde se encuentra la Cueva de las Grallas y el nacimiento del río Brugent que lo bordea por el norte y el este. Al sur se encuentra la Serra de la Mussara, coronada por el Puig de la Torre (1055 m) y una serie de escarpes, como el cingle del Patxeco, que descienden hasta el pueblo de Vilaplana, a 400 m. Los barrancos que se originan por este lado alimentan la riera de Mussara, afluente de la de Maspujols y esta de la de Riudoms, que desemboca en el Mediterráneo en Cambrils.
  - Entre las cuevas y simas que rodean los Motllats se encuentran la Cova de Mont-ral, de 22 m de profundidad y 158 m de recorrido, la Cova dels Motllats, 990 m de altura y un recorrido de 165 m, la cueva del Codó o l'Alxàviga, 27 m de profundidad y 140 m de recorrido, el avenc de las abejas, el d'en Cavallé, el de la Pipa o el Fang, el del Teix, el de la LLastra y la del Masiet. Hay numerosos recorridos en torno a Mont-ral para visitar las cuevas.[11][12]
- Pico del Águila (1051 m)
- Coll de la Creu de l'Ardit (1020 m).[13]

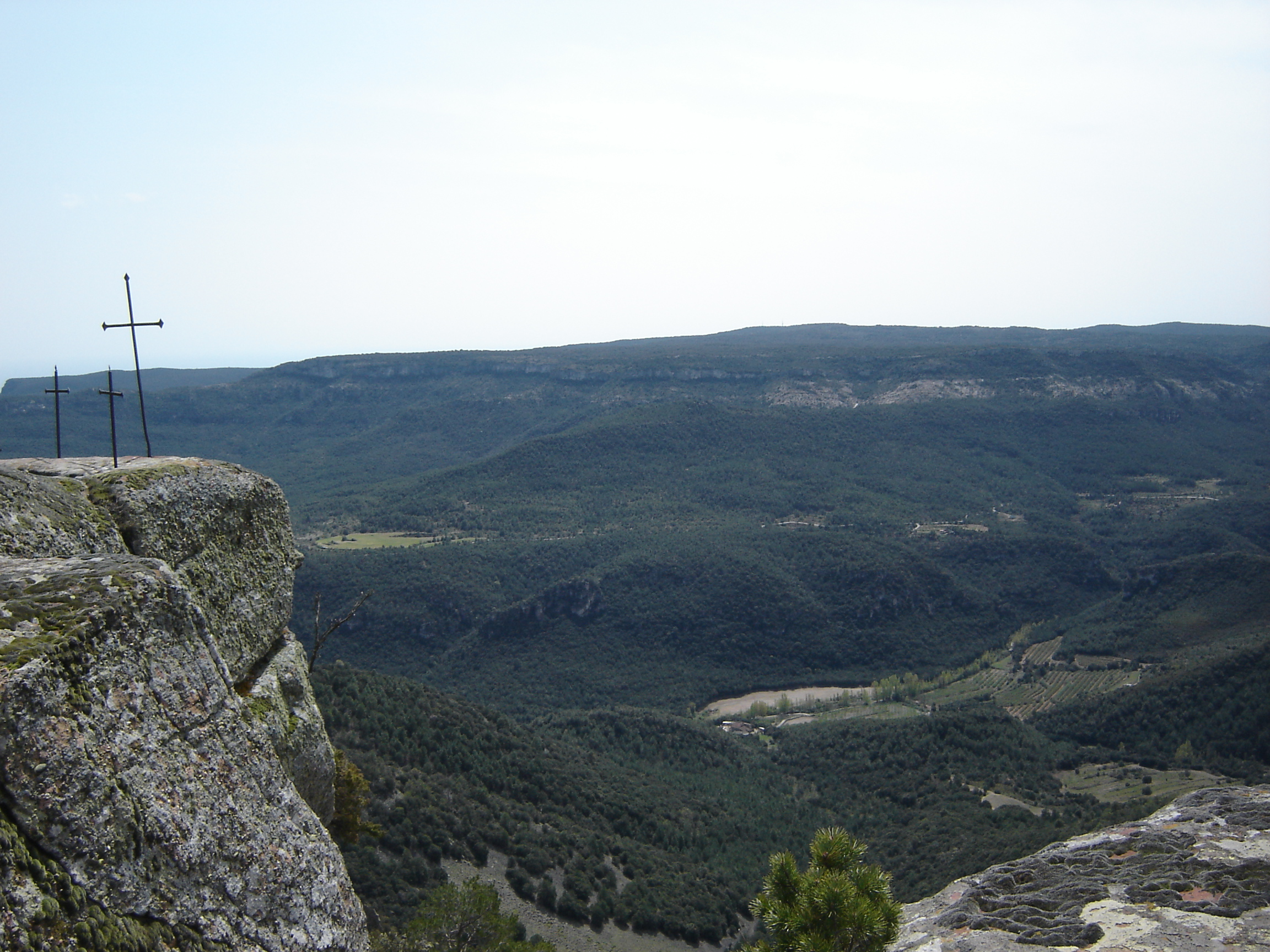
Las tres cruces de hierro en la Mola d'Estats, de 1120 m, por encima del valle del río Brugent.

- Mola del Guerxet (1122 m). Se encuentra en los límites meridionales del parque natural del monasterio de Poblet. La localidad más cercana es Rojals, desde donde el GR-171 lleva hasta el refugio de Cogullons, a 1042 m, muy cercano. Este refugio es el más alto de Tarragona y epicentro de las escaladas en la región.[14]
- Mola d'Estat (1120 m).[15] Es un tozal o muela en la vertiente norte del valle del río Brugent, a unos 300 m al sur de la Mola dels Quatre Termes, de 1118 m, donde se reunían los alcaldes para decidir la corta de pinos, cerca del camino viejo de Prades, que pasa al norte, a 1073 m de altitud. En la cima hay tres cruces de hierro. Al oeste, muy cerca, se halla la Cova Fumada, y al sudeste se encuentran los Roquedos de la Cansalada, que bordean los 1000 m. Desde aquí desciende el barranco del Tossal Gros, que va a desembocar en el río Brugent a la altura del Mas d'en Toni, a 650 m, donde el río gira hacia el este.
- Mola de Roquerola (1063 m).[16]
- Serra del Bosc (1100 m), de este a oeste, entre el coll de la Cova Fumada, a 1140 m, y el barranco de la Caldereta, antes del coll de la font del Dineral, a 1127 m, carenada por el camino viejo de Prades primero y el camino de <Rojals después.
- Roca del Gringol (1177 m) y la Moleta (1196 m), muy juntos.

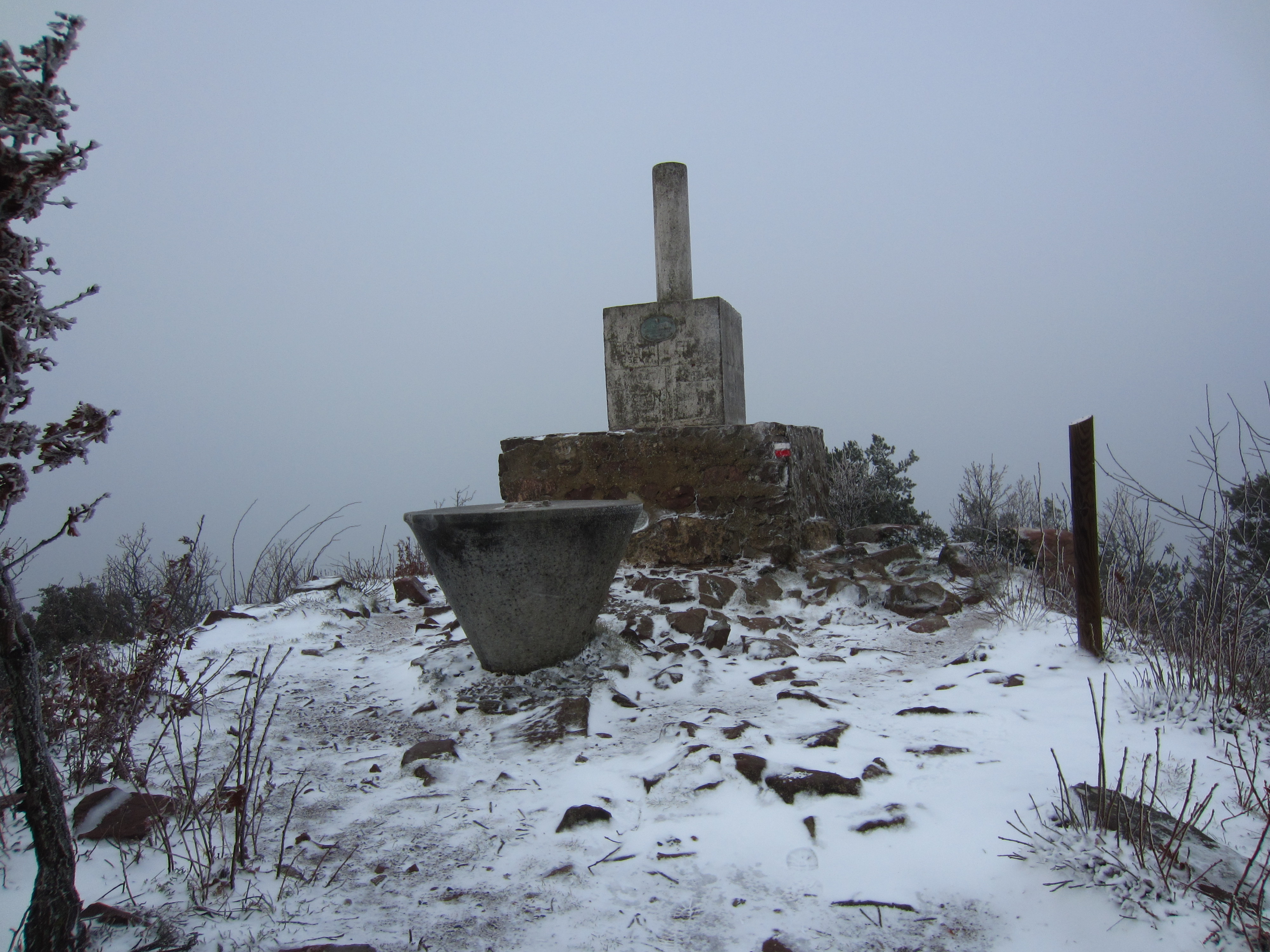
Tossal de la Baltasana, la cima más alta de la sierra de Prades, con 1203 m

- Tossal de la Baltasana o tossal de la Torre (1203 m),[17] con la Punta de las Catalanas (1153 m), al norte, muy cerca. Forma parte de la cresta que separa las cuencas del Ebro y el Francolí. Es la cima más alta de las comarcas del Bajo Campo y la Cuenca de Barberá. En su entorno se halla la única colonia de roble melojo o rebollo de la sierra y, se dice, de Cataluña. Por aquí pasa el GR-171 entre Montblanch y Prades.[18][19][20]
- Roca dels Corbs (1095 m), al sur del anterior.

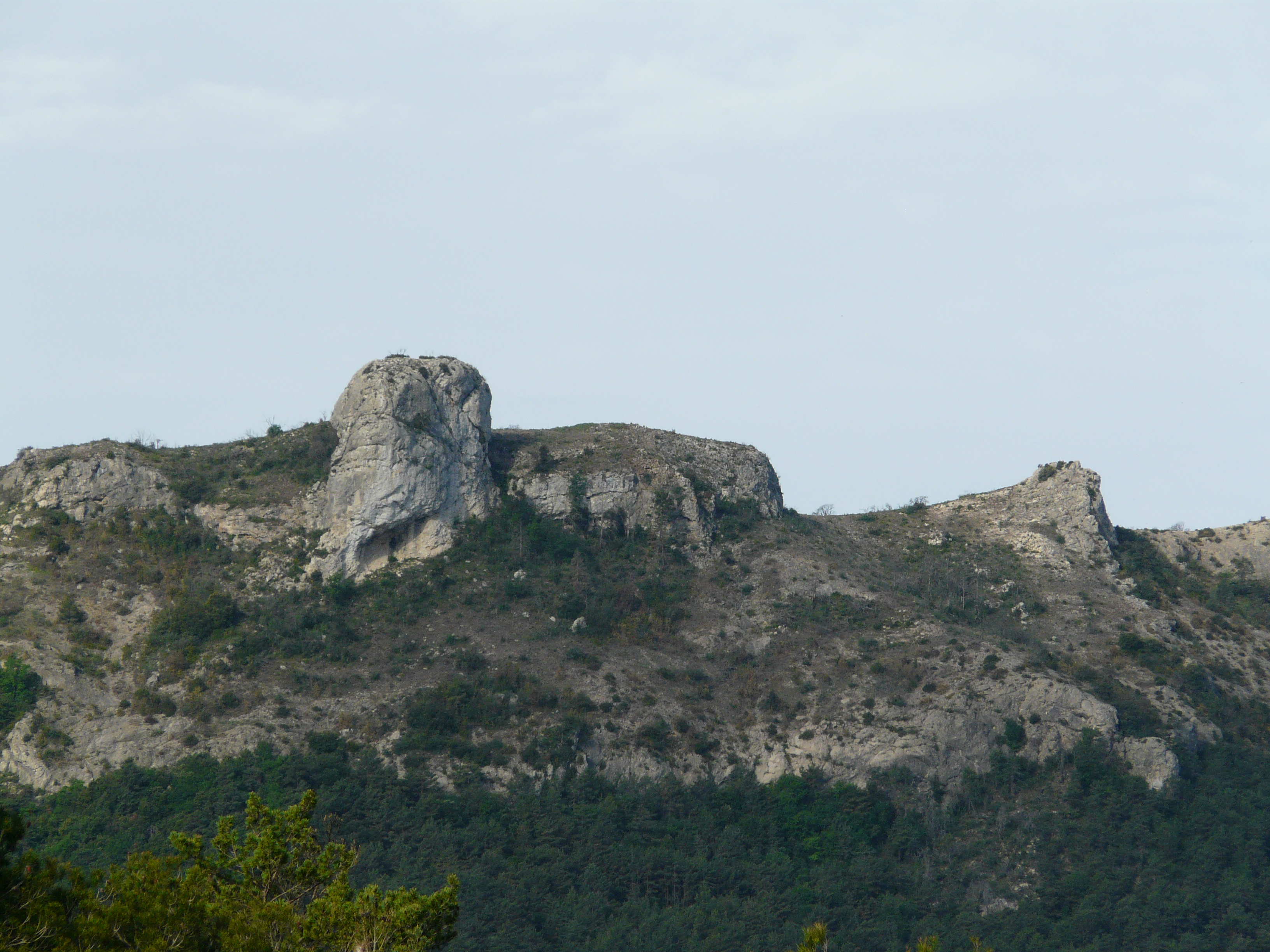
El Picorandan visto desde el Mas d'en Fortet

- Roca de la Verna (942 m).
- El Mollo o el Mirador (915 m).[21]
- Serra de la Gritella (1089 m).[22]

- Picorandan (990 m).[23] Se encuentra al sudoeste de Capafons, a unos 400 m del km 24 de la carretera TV-7041, en el extremo septentrional de la llamada Serra Plana, que forma parte del círculo de montañas que bordean los 1000 m y que rodean Capafons y la cabecera del río Brugent, al este, y Siurana, al oeste. Unos 300 m al sur se encuentra la Creu Trencada o de Ferro, a 937 m. Aquí nace, hacia el oeste, el barranco de la Cova del Corral, que luego será de la Foradada, y desciende en línea recta hasta Febró. Al otro lado, el barranco del Ribatell cierra el Picorandan por el este. En las crestas rocosas, que forman una planicie alargada que gira hacia el sudeste sobre el barranco de la Llengua Eixuta, que luego será el del Ribatell, un paisaje de garriga predomina sobre el bosque de pinos.[24]
- La Foradada (998 m).
- Puig Pelat (1075 m)

- Puig de la Torre (1055 m), en la Sierra de la Mussara.[25] Al sur de esta cima, en el Coll, a 958 m, se encuentran dos carreteras, la TV-7045, que asciende durante 7 km desde Montreal, y la T-704, que sale de las afueras de Reus y llega en el km 34 al coll de Capafons.

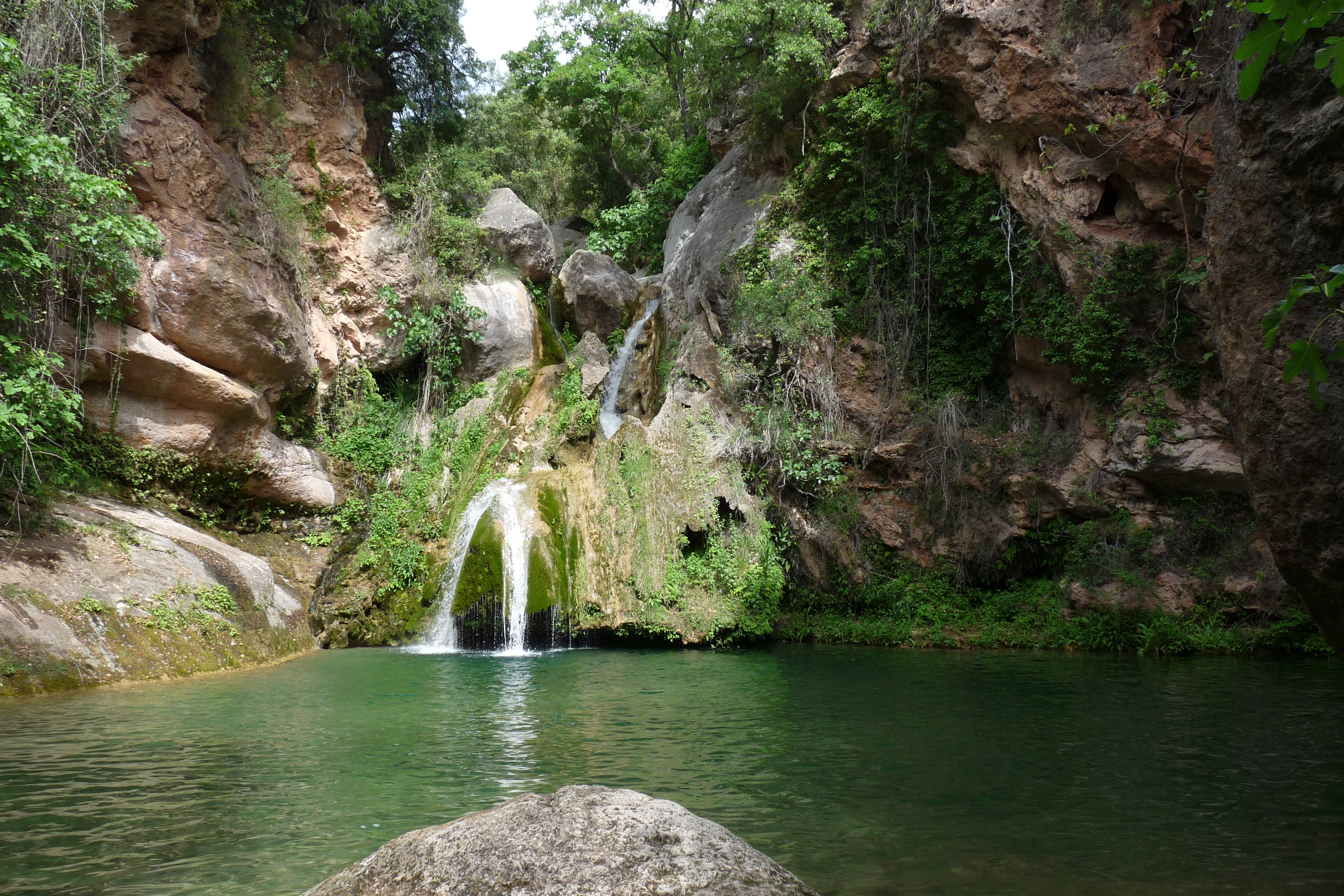
La charca del Nido del Águila, en el río de Glorieta.

- Cadena de la Estelada (914 m) y Serra del Pou (929 m), alineadas de sudoeste a nordeste a lo largo de unos 6 km, al sur de Els Motllats, separadas por la Serra de Vicent y los barrancos de la Font Fresca y el alto río de Glorieta, por donde discurre la TV-7045 entre Montreal, a 810 m, y el Coll, a 958 m, bajo el Puig de la Torre, en la sierra de la Mussara. El río de Glorieta, que lleva agua desde Montreal, es un afluente del río Francolí a la altura de El Morell, donde se encuentra la refinería. Al sur de la sierra del Pou se encuentra el municipio de Albiol, a 825 m.
- Puig de Marc, contrafort (721 m).[26]
- Siuranella (755 m).[27]
- Sierra de la Llena. Al noroeste de las montañas de Prades, es una alienación escarpada en dirección nordeste-sudoeste que delimita las cuencas del Ebro del río Set, en las Garrigas y el río Montsant, afluente del río Ciurana, en Priorato, de la cuenca mediterránea del río Francolí, al sur. La Llena pertenece al espacio protegido de las montañas de Prades, con poco más de 22 000 ha, 577 de las cuales pertenecen a Pobla de Ciérvoles y 142 ha al El Vilosell. Por la vegetación y la configuración del terreno se podría decir que la cara norte pertenece al Montsant, con encina, pino rojo y blanco y algún roble de hoja pequeña, y la cara sur a las montañas de Prades, más pobre y seca, con matorral y pinedas de pino blanco poco densas, con muchos escarpes que podrían considerarse una continuación de la sierra Mayor del Montsant.[28]

### Vegetación y fauna
Las montañas de Prades han estado sometidas a una intensa explotación que ha causado un deterioro progresivo. A pesar de todo, se conservan algunas peculiaridades. Entre las botánicas, la más importante es la presencia de colonias de melojo o rebollo, también conocido como roble negro, alrededor de los 900 m de altitud, sobre todo en torno al Tossal de la Baltasana. También es muy destacable la supervivencia del frondoso bosque centenario de Poblet en el Parque natural de Poblet, en la vertiente norte, en la cabecera del río Francolí.
La fauna es la típica de las sierras mediterráneas con limitación de espacio. Entre los mamíferos, abunda el jabalí, y se encuentran el corzo, la musaraña mínima, el gato montés, el tejón, el conejo, el turón y el zorro, y entre las aves, la becada y la perdiz. Entre las rapaces, águila real y águila perdicera, y entre los pájaros, alcaudón norteño, trepador azul y mirlo acuático europeo.

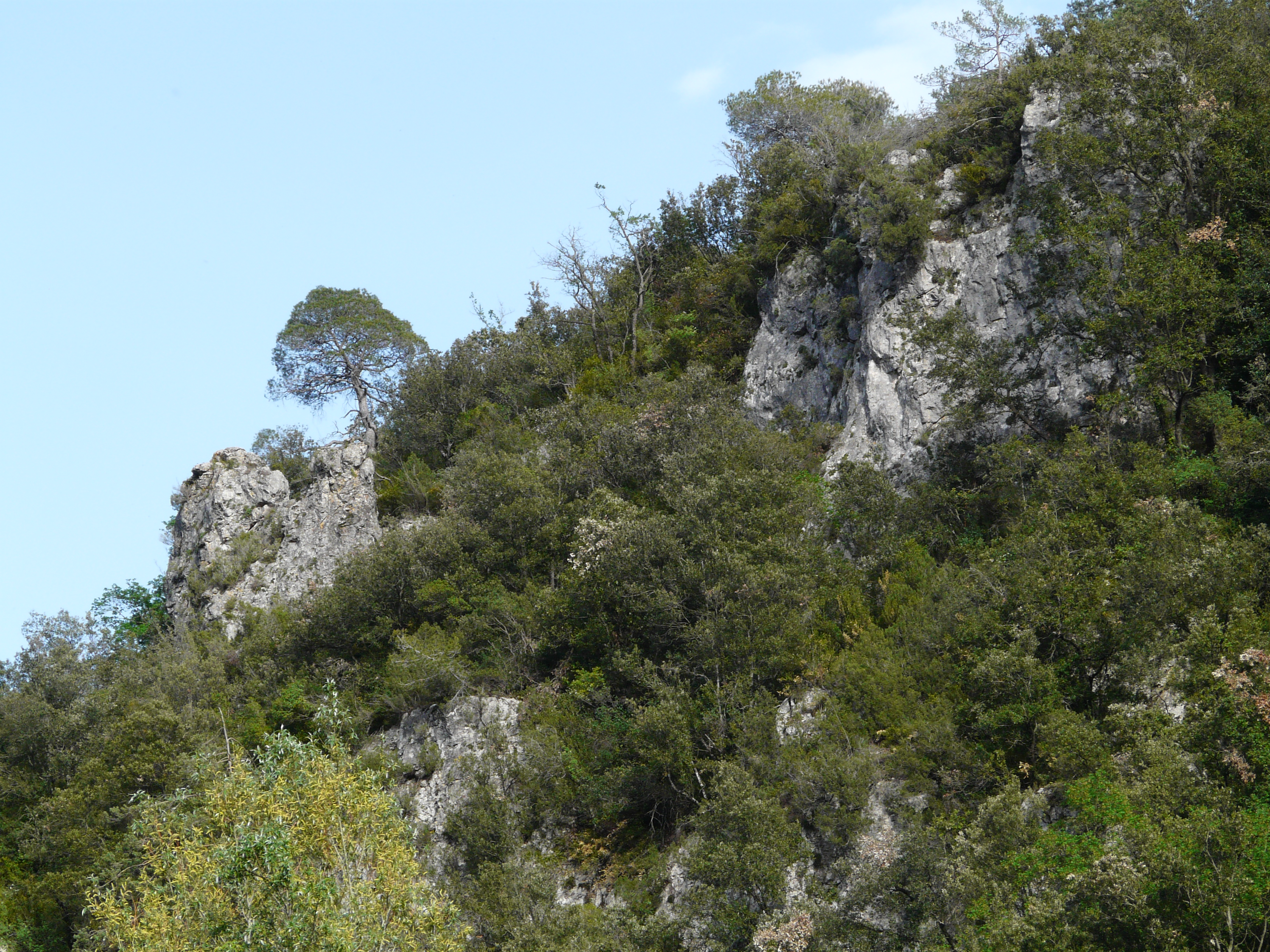
Vegetación en el río Brugent cerca del mas d'en Fortet, en Capafons

#### Especies de río y ribera
Entre las especies comunes de los ríos mediterráneos, en las montañas de Prades se encuentran: musgo acuático, cola de caballo, sauce gris, gasterópodos del tipo Ancylini, cangrejo de río europeo del género Astacidae, crustáceos de la familia Gammaridae, perlas del género Ecdyonurus, Perla marginata, y la especie Siphonoperla torrentium, libélula tigre, libélula Chalcolestes viridis, guérridos (zapateros), escarabajos del género Dytiscus, frigáneas del género Hydropsyche y Rhyacophila, mosca negra del género Simulium, tábanos, barbo colirrojo, ciprínidos de la especie Squalius laietanus (bagra catalana), trucha común (introducida), rana común, culebra de agua, garza real, ruiseñor bastardo y rata de agua.

### Parque natural de Poblet
En la legislación catalana, ha sido declarado paraje natural de interés nacional o PNIN en 1984, por el que se admiten usos agrícolas, ganaderos y forestales compatibles con la conservación. Geográficamente es un terreno formado por tres tipos de suelo: pizarra, arenisca cuarcífera y conglomerados, además de sulfuros que se extraían en el pasado. Hay numerosas fuentes, viejos pozos de hielo de los monjes, varias casas forestales y la ermita de la Santísima Trinidad, a 560 m, en el barranco de la Trinidad y por donde pasa el GR-175, cerca de la Ruta del Císter que une Montblanch con Poblet.

#### Límites
El bosque, encarado hacia el norte, se inicia al sur del monasterio de Poblet, a 550 m, y asciende rápidamente hasta e Tossal de la Creu, a 730 m, y por detrás, a las Rocas de la Mel (762 m), el Moro (841 m) y Ponent (898 m). Por el este, el parque queda cercado por el Pic de l'Âguila, de 1051 m, la Mola del Guerxet, de 1120 m, y la Mola dels Quetre Termes, de 1120 m. El barranco de Castellfollit, al oeste de la sierra, termina en la Serra del Bosc, culminada por la Mola d'Estat, de 1127 m, límite sur del parque. Al oeste, marca el límite meridional el Coll del Dineral, a 1128 m, cerca del Tossal de la Baltasana (1200 m) y el barranco dels Torners, paralelo al de Castellfollit, entre las sierras Alta y Llarga. Estos ríos van a parar, ya en la planicie, a 510 m, al río Sec, afluente del río Francolí.

#### Vegetación

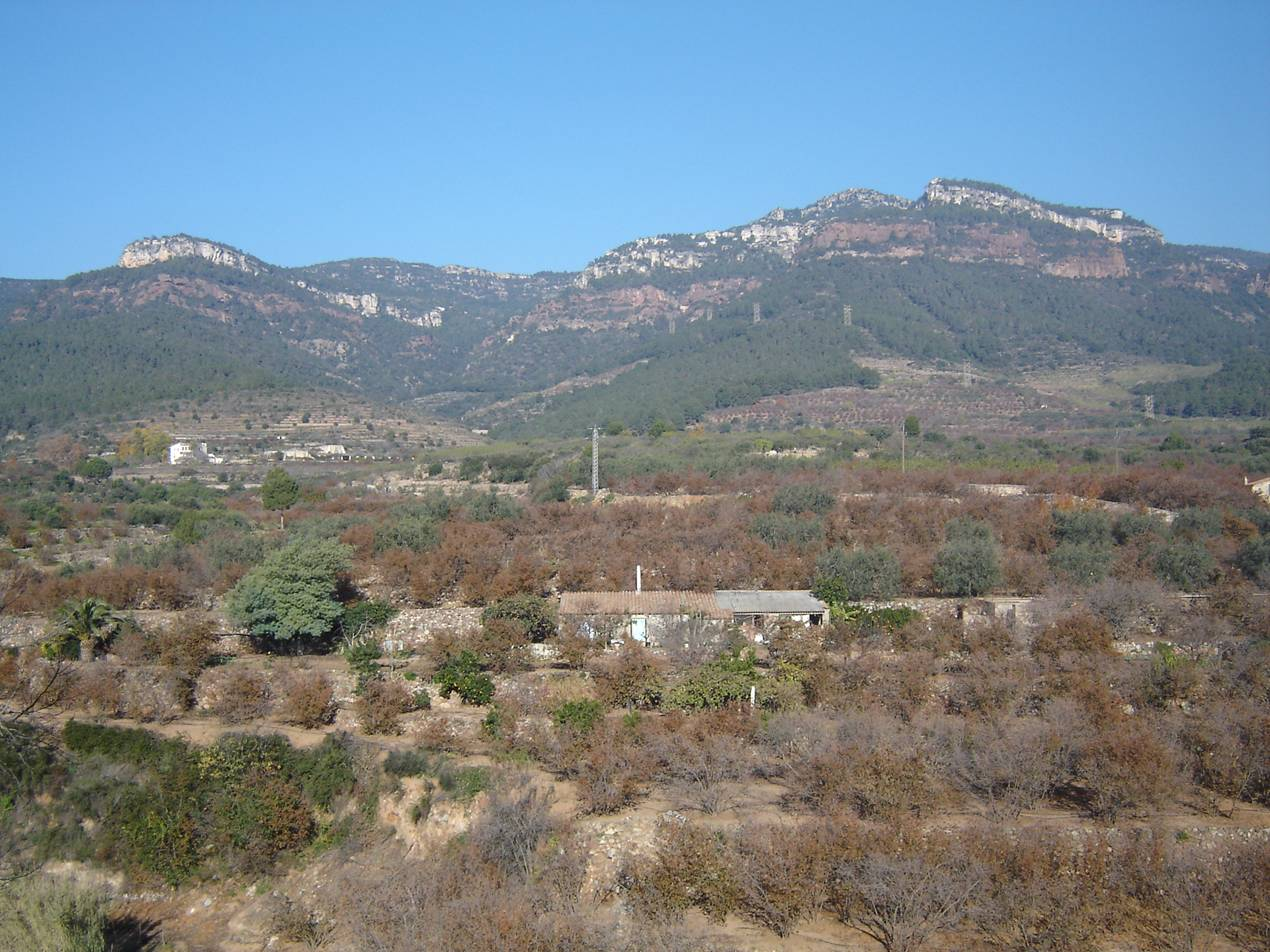
La Mussara vista desde Vilaplana.

La vegetación es muy variada y frondosa. Domina el encinar de montaña, donde la encina se mezcla con pino silvestre, orón, serbal común, mostajo, etc. En las zonas más secas se encuentra el encinar con arbustos, como el madroño, el labiérnago, el rusco, el durillo o el aladierno, helechos como el Asplentium, lianas como la madreselva mediterránea y la hiedra. En las zonas más húmedas, en cambio, aparece el robledal, con quejigo, roble pubescente y rebollo. También hay comunidades de pino silvestre, pino marítimo, pino negral y pino carrasco. Sin olvidar el tejo, el acebo y algún castañar en proceso de recuperación por la plaga del chancro.
En las zonas rocosas, donde la falta de agua es notable, crecen plantas rupícolas como el pampajarito, líquenes, musgos y pequeños helechos; entre las grietas, té de roca, poleo y Pulmonaria officinalis.

## Rutas de senderismo
El senderismo se combina en estas montañas con la visita en verano a los ríos Brugent y Glorieta, donde hay pozas y lugares para bañarse visitadas por tal cantidad de gente que se ha producido una cierta degradación del entorno, especialmente en el Toll de l'Olla del río Brugent, hasta el punto que en la TV-7044 que va de La Riba a Farena se han colocado pilones para que evitar que se aparque a lo largo del río Brugent.
- Ruta de los Refugios. Une las montañas de la sierra del Montsant y las montañas de Prades, aunque transcurre en su mayor parte por estas últimas, con un total de 90 km y cuatro etapas.[34]
  - Etapa 1. Cornudella de Montsant–La Mussara, 28 km entre LoRefugi[35] de Cornudella, y el refugio de la Mussara.[36] Por la Mussara pasa el recorrido de la carrera ciclista Polar Gran Fondo La Mussara-Reus, que recorre 20 poblaciones del Bajo Campo y el Priorato.[37]
  - Etapa 2. La Mussara–Mont-ral, 20 km. Entre el refugio de la Mussara y el refugio Musté Recasens,[38] de Mont-ral. Desde aquí se puede visitar el yacimiento paleontológico de la Bretxa de la Lloera,[39] en las pedreras Alcover-Mont-ral, cuyos hallazgos se hallan en el Museo de Alcover.[40]
  - Etapa 3. Mont-ral–Prades, 22 km, entre el refugio Musté Recasens y el refugio del campamento de Prades.[41]
  - Erapa 4. Prades–Cornudella de Montsant, 20 km
- Ruta de los molinos del río Brugent. El río Brugent nace en las faldas del Los Motllats, por encima de Capafons, y desciende por un estrecho valle hasta La Riba, donde se encuentra con el río Francolí. A lo largo de una decena de kilómetros se encuentran los restos de diversos molinos de harina, de aceite y sobre todo papeleros. Numerosas rutas que cubren las cimas descienden también por el río.[42][43][44]
- Ruta de los molinos de Prades. 28 km. Travesía entre Alcover y La Riba por los ríos Brugent y Glorieta. Con un desnivel de unos 1000 m, esta ruta coincide con numerosas rutas locales. Se puede hacer en ambos sentidos, subiendo por un río y bajando por el otro.[45]
- GR-171. Largo recorrido de 292,85 km, entre el santuario de Pinós, en el Solsonés, y el Refugio de Caro,[46] en el Parque natural dels Ports. En las montañas de Prades, se inicia en Montblanch (aunque viene por el llano desde Vimbodí, pasando por Espluga de Francolí y bordeando las montañas), sube hasta Rojals y el refugio dels Cogullons,[47] desde donde una variante baja al monasterio de Poblet, sigue hasta la Mola d'Estat y va carenando hacia el oeste hasta el Tossal de Baltasana y Prades, de donde sale el GR-174. Desde Prades baja hasta Albarca, donde se interna en la sierra del Montsant. Comprende las etapas 6,7 y 8 del itinerario: entre Vimbodí y Montblanch, 15,18 km, entre Montblanch y Prades, 24,72 km, y entre Prades y Albarca, 8,63 km.[48][49]
- GR-7.[50] Sendero de largo recorrido que cruza la península ibérica como parte del Sendero Europeo E-4 entre Tarifa y Chipre. En Cataluña[51] va desde la Farga de Moles, en Andorra, hasta Fredes, en Tarragona. Por las montañas de Prades pasan las etapas 15 y 16, entre La Riba y Mont-ral,, con 11,63 km, y entre esta localidad y Arbolí, con 19,29 km. El camino tiene una tendencia claramente montañera, pues sube hasta Mont-ral sin atravesar ninguna localidad, sigue por el valle de El Glorieta hasta el Puig de la Torre, desde donde continua por la sierra de la Massara hasta la Punta, a 983 m, y tras sortear una garganta llega a Arbolí. Desde aquí sigue hasta el coll d'Alforja, desde donde sube al Puigcerver, de 832 m, donde se halla la ermita de la Mare de Déu de Puigcerver[52] para bordear luego la sierra de Pradell.
- Ruta del Císter. Sendero de gran recorrido que une los tres monasterios cistercienses del sur de Cataluña: Santa María de Vallbona, en la comarca de Urgel, en la provincia de Lérida; Santa María de Poblet (que es Patrimonio de la Humanidad) en la Cuenca de Barberá, en la provincia de Tarragona, y el monasterio de Santes Creus, en la comarca del Alto Campo, también en la provincia de Tarragona. Por las montañas de Prades cruza una etapa que une Montblanch con el monasterio de Poblet, pasando por la ermita de San Juan de la Montaña, a lo largo de unos 10 km.
- El Brogit de la Vall.[53] Itinerario circular por el valle del río Brugent, dentro de los municipios de Capafons, Rojals (Montblanch), la Riba y Montreal, en las comarcas del Bajo Campo, la Cuenca de Barberá y el Alto Campo. Recorre unos 60 km en cuatro etapas.
  - 1 Etapa. 21,7 km. Desde el pueblo de Capafons, se asciende hasta la fuente de la Llódriga, donde nace el río Brugent, y a la altiplanicie de los Motllats, desde donde se rodean las cimas que rodean Capafons hacia el norte y el este hasta el pueblo abandonado de Cogullons, a 1045 m. Desde aquí se desciende a Farena por el camino de mulas de Mas de Mateu.
  - 2 Etapa, 13,5 km. De Farena o Cogullons a La Riba, por caminos de herradura y casas disperas.
  - 3 Etapa. 15,8 km. De La Riba a Mont-ral, pasando por el Castell d'en Dalmau, cuna de las escaladas de las montañas de Prades desde el río Brugent, donde se ven algunos molinos papeleros, hasta el valle del río de Glorieta.
  - Etapa 4. 12,1 km. De Mont-ral a Capafons, pasando por el Motllats.
- Almogàver de les Muntanyes de Prades. Desde 2010 se celebra una carrera siguiendo diversas variantes de la ruta del Brogit de la Vall que empezó denominándose Cursa Almogàver Autosuficient, y que consiste en hacer el recorrido completo en menos de 18 horas.[54] En 2019, la carrera empieza en Vilaplana.[55]
- El camino real de Alcover a Montreal (Cami ral d'Alcover a Mont-ral).[56] Hay varias rutas a lo largo del río de Glorieta entre Alcover y Mont-ral. La del camino real tiene 6 km y un desnivel de 540 m. El río Glorieta nace en los Motllats, pero solo lleva agua regularmente desde las fuentes del Glorieta, en un barranco por debajo de los escarpes o cingles de Glorieta y de Joan Bo, a 650 m, por debajo de Montreal. En 1897, hasta Alcover, había 10 molinos o fábricas de papel en el cauce de este río. En 1903, uno de los molinos se convirtió en central hidroeléctrica, aunque actualmente no funciona. El camino se divide en dos tramos:
  - Desde Alcover a la finca de Mas de Forès por la carretera del Remei, que pasa por la ermita barroca del Remei, límite de los autocares. En Mas de Forès hay un área recreativa y aparcamiento, además de tres molinos.
  - Desde Más de Forès hasta Mont-ral por el camino real, el camino del molino de la Glorieta o el camino de la acequia del molino de Forès. Los tres a pie y con un buen desnivel, hasta los 800 m de Mont-ral.
- Polar Gran Fondo La Mussara.[57] Carrera ciclista que recorre varias poblaciones de las montañas de Prades y que consta de tres niveles: Gran Fondo 188 km, Gran Fondo 135 km y Gran Fondo 95 km. La carrera se celebra, en el año 2019, el 19 de mayo. En la versión más corta, casi todo el recorrido es por las montañas de Prades: Aleixar, Vilaplana, Mussara, Montreal, Capafons, Coll de Picorandan, Febró, Coll de las Pinedas, Mussara, Albiol y La Selva del Campo, con salida y llegada a Reus.

## Carreteras de las montañas de Prades
- T-700, 23 km, entre Espluga de Francolí y Prades. Pasa por el monasterio de Poblet, en el kilómetro 4, y sube hasta el coll de la Mola, en el km 19,2, a 1011 m de altura, donde encuentra la TV-7005, que viene de Vilanova de Prades.
- T-701, 7,5 km, entre el Coll d'Albarca, a 775 m, y Prades. Empieza en la divisoria de aguas de los ríos Ciurana, al sur y su afluente, el Montsant, al norte.
- T-704, 34 km, al sur de la sierra. Sale de las afueras de Reus, pasa por Vilaplana, asciende hasta el coll de la Negra, en el km 21,5, a 961 m, desde donde se accede al refugio de la Mussara, a 993 m en la Punta de les Airasses, pasa al norte del Tossal Rodó, de 966 m, de donde sale la TV-7092, bordea por el sur la Punta de la Fita Vella (1009 m), rodea el escarpe que hay bajo el Motllat de la Pona, al oeste de la Mussara, pasa por Febró, a 754 m, cruzando el barranco de la Foradada, afluente del río Ciurana y asciende hasta el Coll de Capafonts, a 934 m, para encontrarse con la TV-7041 que va de Capafons a Prades, al oeste del Serrat de Voltora, bajo el Picorandan.
- TV-7004, 22 km, entre el km 32,2 de la C-242, a 1,5 km al norte de Ulldemolins, y Vimbodí, en el km 48 de la N-240. Bordea por el sur la sierra de la Llena, pasa por el kilómetro 9 por Vilanova de Prades, y en el km 15 por Vallclara, desde donde sigue el cauce del río Milans hacia Vimbodí, al norte.
- TV-7005, 3,5 km, entre el Coll de la Mola, a 1011 m, donde se encuentra con el km 19,2 la T-700, y Vilanova de Prades, a 880 m.
- TV-7041, 26 km, entre Alcover y el Coll de Capafons, donde empalma con el km 33,6 de la T-704. Pasa por Montreal, en el km 11,5, y Capafons, en el km 22.
- TV-7042, 12 km, entre Rojals, a 950 m, y Montblanch, a 350 m.
- TV-7044, 13,2 km, entre La Riba y Farena. Pasa por Pinatell.
- TV-7045, 7,2 km. Sale de Montreal, a 830 m, desde donde baja a 745 m en la planicie de la Partida de la Martina, entre las pedanías de El Bosquet y l'Aixàviga, desde donde, en el kilómetro 4 empieza a ascender bordeando varias granjas de cerdos y siguiendo el valle del río de Glorieta, entre las sierras de Vicent y Estelada, hasta el Coll, a 958 m, donde se encuentra con la TV-704, bajo la sierra de la Mussara.
- TV-7046, 11,5 km, entre L'Albiol y La Selva del Camp, donde empalma, en una zona de polígonos industriales, con el km 15,5 de la C-14.
- TV-7092, 8,5 km, entre los llanos de la Mussara, en el km 22,4 de la T-704, a 950 m, y el km 2,1 de la TV-7012, a 772 m. Pasa por el coll de las Pinedes, a 941 m, el coll de las Puntas del Paisan, a 958 m, el campamento militar de los Castillejos,[58] a 950 m, en el kilómetro 3, abandonado desde el año 2000, baja por los escarpes de ls Costes de les Cingles y pasa por encima de los escarpes del Cingle Blanc.
- TV-7012, 4,5 km, entre Arbolí, a 710 m, y el coll d'Alforja, a 632 m, donde encuentra el km 54,2 de la C-242. En el km 2,1 encuentra la TV.7092, y en su último km bordea la Pedrera del Coll d'Alforja.
- T-3225, 8 km, entre Cornudella de Montsant, en el km 44,2 de la C-242, a 532 m, y el pueblo de Ciurana, a 735 m, en fuerte ascenso.